# Charles-Théophile Féret
Pour les articles homonymes, voir Féret.
Charles-Théophile Féret, né le 7 octobre 1858 à Sotteville-lès-Rouen et mort le 9 août 1928 à Colombes, est un écrivain français.

## Biographie
D’une famille originaire de Sainte-Mère-Église dans le Cotentin, Féret grandit à Quillebeuf et termine ses études à Pont-Audemer.
Très fier de son ascendance normande, Charles-Théophile Féret, qui se désignait comme un « Barbare danois des îles Féroé », fonda, en 1923, à Honfleur au domicile de Lucie Delarue-Mardrus, la Société des écrivains normands, qui avait pour but de regrouper tout écrivain d’origine normande ou résidant en Normandie.
Membre de l’Académie des provinces françaises, Féret a proclamé qu’« Aller au patois, c'est aller à l'exception, subordonner le particulier au général. » Il a collaboré à de nombreuses revues, dont le Pays normand, la Gerbe normande, la Normandie historique, la Province, le Journal de Rouen et Le Nouvelliste de Rouen. Il a également dirigé La Vie normande.

## Œuvres
Poésie
- Les Faunesses, Paris, E. Giraud, 1886.
- Louvain, Paris, E. Dumont, 1902.
- Pour les fils des Vikings. La Normandie exaltée, Paris, E. Dumont, 1902.
- L’Arc d'Ulysse, Paris, 1918.
- Les Couronnes, Rouen ; Paris, L. Wolf ; Éditions des belles-lettres, 1922.
- Sur le Parnasse normand. Le Verger des muses et des satyres bouquins, Paris, Rey, 1924.
- La Barque de cuir, Paris, 1925.

Théâtre
- Maître François Villon, 5 actes en prose, Paris, H. Daragon, 1909.
- Ronsard, époux des nymphes, un acte en vers, Colombes, Féret, 1924.

Prose
- Contes de Quillebeuf et du Roumois : le sixième précepte, Paris, Galerie du baromètre, 1900.
- Le Bourdeau des neuf pucelles, Caudéran-Bordeaux, Éditions des cahiers littéraires, 1923    (Wikisource)
- La Réincarnation de Claude Le Petit, Paris, Éditions des Belles-Lettres, 1922.
- Le Manchot, Paris, Inter Nos, 1945.
- Les Chauffeurs, Paris, Fayard, 1924.
- L'Enfant de mademoiselle Dousse, conte de Noël, Alençon, A. Herpin, [s. d.]
- Un impromptu chez le duc de Choiseul, Paris, E. Rey, [s. d.]
- Le Livret des ballades, Paris, E. Rey, 1926.
- Les Couronnes, Paris, Éditions de belles-lettres, 1922.
- Venus medicinalis, Paris, Jehlen et Léguilion, 1899.

Anthologies et études
- Anthologie critique des poètes normands de 1900 à 1920. Poèmes choisis, avec Raymond Postal et al., Garnier, Paris, 1920.
- Les Origines normandes de François Villon, Paris, chez Floury, 1904.
- Ginette (un amour de Ronsard), Rouen, Wolf, 1927.
- Normandie et Normands d’aujourd'hui, Paris, Michel, 1927.
- Étude sur Henri Beauclair, Paris, Dumont, 1904.
- Du Bidet au Pégase, poétesses normandes, chroniques en vers et en prose, Paris, E. Rey, 1907.
- Le Palinod de Normandie. L'Académie des palinods restaurée par la Société des poètes normands en 1904, concours et recueil de poésies contemporaines en hommage à Corneille, Rouen, 1904.
- Poèmes normands, choix et préface de Pierre Varenne, illustrations de A. Copieux, Saint-Vaast-la-Hougue ; Coutances, l’Amitié par le Livre, impr. de Bellée, 1947.
- Les Écrivains normands contemporains, Paris, E. Dumont, 1903.

## Pour approfondir